# Ronchin
Ronchin település Franciaországban, Nord megyében. Lakosainak száma 19 436 fő (2022. január 1.). Ronchin Faches-Thumesnil, Lesquin, Lezennes és Lille községekkel határos.

## Népesség
A település népessége az elmúlt években az alábbi módon változott:
| Lakosok száma | 18 570 | 18 939 | 19 206 | 19 220 | 19 477 | 19 294 | 18 933 | 19 437 | 19 436 |
|               | 2013   | 2015   | 2016   | 2017   | 2018   | 2019   | 2020   | 2021   | 2022   |